# Gaizka Mendieta
Gaizka Mendieta Zabala, né le 27 mars 1974 à Bilbao en Espagne, est un footballeur international espagnol. Il est milieu de terrain.
Après s'être retiré des terrains en 2008, il est devenu consultant pour la chaîne britannique Sky Sports.

## Biographie

### Débuts en Espagne
Mendieta arrive dès 19 ans au Valence CF. Il devient capitaine du club et atteint par deux fois la finale de la Ligue des champions (inscrivant un but sur penalty puis un autre au cours de la séance de tirs au but lors de la finale 2001) et gagne la Coupe d'Espagne en 1999. Il est sélectionné en Équipe d'Espagne pour la première fois le 27 mars 1999, le jour de ses 25 ans. Il est la pièce maitresse du jeu des Valenciens, à l'instar d'un Pep Guardiola à Barcelone, avec un volume de jeu énorme et une lecture du jeu de l'équipe adverse qui lui permet, à l'époque, d'être l'un des meilleurs joueurs  du monde, étant notamment nommé en 2000 et 2001 par l'UEFA meilleur milieu de terrain européen de l'année. 

### Lazio Rome
Mendieta est transféré en 2001 à la Lazio Rome. La Lazio de Rome débourse 48 millions d'euros pour s'attacher ses services pour un salaire annuel de 4,1 M€. Il s'agit du cinquième transfert le plus important de l'histoire du football à cette époque (derrière Zinédine Zidane, Luís Figo, Hernán Crespo et Gianluigi Buffon) qui s'avère finalement être un échec considérable, surtout quand on compare à l'investissement effectué pour le recruter. Il doit assurer la succession des Juan Sebastián Verón, Pavel Nedvěd et consorts partis dans les plus grands clubs. Mais son manque de condition de physique et ses blessures l'éloignent de son niveau d'antan. Il ne dispute que 20 matches de Serie A pour 0 but. 

### FC Barcelone
À l'été 2002, après une seule saison passée à la Lazio, Mendieta rentre au pays. Il est prêté au FC Barcelone où il retrouve de sa superbe. Son salaire annuel (7 222 000 € + 30 000 € par rencontre) est néanmoins trop important pour le club catalan, qui préfère miser sur le Brésilien Ronaldinho.

### Middlesbrough FC
De retour à Rome, Mendieta n'a pas droit à une nouvelle chance. En effet, en plus du souvenir calamiteux qu'il a laissé, la Lazio est en pleine déconfiture financière à la suite de la faillite de son principal bailleur de fonds, la société privée Cirio. L'Espagnol est une nouvelle fois prêté, cette fois-ci à un club beaucoup moins prestigieux, Middlesbrough, club riche mais sans aucune ambition sportive dans le Championnat d'Angleterre de football. Sa première saison en Angleterre est néanmoins satisfaisante, puisqu'il gagne la Coupe de la Ligue anglaise en 2004. Middlesbrough, satisfait du rendement de l'international espagnol, le transfère définitivement quelques semaines plus tard. 
La suite de son aventure anglaise est nettement moins glorieuse. Entre blessures et méforme, Mendieta ne trouve plus grâce aux yeux de son nouvel entraîneur, Gareth Southgate. Relégué en tribune, il dispute son dernier match de championnat anglais le 26 décembre 2006 contre Everton. Plongé dans l'anonymat, son contrat n'est pas reconduit à la fin de la saison 2007-2008. Il prend alors sa retraite sportive.

### En équipe nationale
Il dispute son premier tournoi majeur lors de l'Euro 2000 où il inscrit deux buts : face à la Yougoslavie au premier tour puis face à la France en 1/4 de finale. 
Mendieta est sélectionné pour disputer la Coupe du monde 2002 où il dispute trois matches, et marque une fois contre l'Afrique du Sud.

### Consultant sportif
Gaizka Mendieta est consultant sur la chaîne Sky Sports à Londres, ville dans laquelle il habite depuis 2008.

## Statistiques
- 1991-1992 :  CD Castellón 16 matches
- 1992-2001 :  Valence CF 305 matches et 59 buts
- 2001-2002 :  Lazio Rome 27 matches
- 2002-2003 :  FC Barcelone 49 matches et 6 buts
- 2003-2008 :  Middlesbrough 83 matches et 6 buts

## Palmarès
- Finaliste du Championnat d'Europe espoirs en 1996 (Espagne).
- Finaliste de la Ligue des champions en 2000 et 2001 (Valence CF).
- Vainqueur de la Coupe du Roi en 1999 (Valence CF).
- Vainqueur de la Coupe de la Ligue anglaise en 2004 (Middlesbrough).

## Distinctions personnelles
- Meilleur passeur de la Ligue des Champions en 2001 (Valence CF).
- Nommé meilleur milieu de terrain européen de l'année par l'UEFA en 2000 et 2001 (Valence CF).